# ヒーラーガールズ
ヒーラーガールズ（Healer Girls）は、2021年 - 2022年に活動した、4人の女性声優によるガールズコーラスユニット。アニメソングのカバー楽曲の歌唱を主な活動の中心としていた。
本記事では当ユニットを元にしたテレビアニメ企画『ヒーラー・ガール』についても触れる。

## 略歴
日本BS放送（BS11）で放送されているアニメソング番組『Anison Days』とアニメソング専門レーベルのランティスの共同企画として、ランティスがこれまでリリースしたアニメソングの名曲を同番組サブMCの酒井ミキオがコーラスアレンジし、その歌唱のライブ映像をランティス公式YouTubeチャンネルで配信する『Anison Days × L』を開始するにあたって、礒部花凜、熊田茜音、堀内まり菜、吉武千颯の若手女性声優4人が参加、2020年9月11日より配信を開始したのが始まりとなる。この4人は『Anison Days』本編でも月に1回準レギュラーとして4人のうちいずれかが出演し、主にメインMCの森口博子の歌唱時のコーラスパートも担当している。
この活動がきっかけとなって、2021年1月に正式にユニットとして結成し、3月にカバー・ミニアルバムを発売することが発表された。ユニット名にあるヒーラー（Healer、癒やす人）が示すように、「声の力で癒やしを届ける」ことがユニットのメインコンセプトとなっている。
2021年4月30日には初の単独ライブ「ヒーラーガールズ 1st LIVE “Voices”」が開催され、その場において初のオリジナル曲も収録した2枚目のミニアルバムの発売と、本ユニットを元にし、メンバー4人が声優として出演する新作オリジナルテレビアニメ『ヒーラー・ガール』を制作することが発表された。同年7月30日、2ndミニアルバムの発売に合わせる形で、公式YouTubeチャンネルが開設された。同年8月29日、さいたまスーパーアリーナにて開催された「Animelo Summer Live 2021 -COLORS-」の3日目にAnison Daysファミリーとして森口博子のバックコーラスでシークレット出演。2021年12月5日には「ヒーラーガールズ 2nd LIVE “Feel You,Heal You”」が開催された。
2022年3月6日に開催されたテレビアニメ開始事前イベント「Healing Theater」において、アニメの放送開始日と主題歌シングルのリリース決定が発表されたほか、May J.とのコラボレーションで「残酷な天使のテーゼ」「ハナミズキ」をヒーラーガールズと共に歌う動画を3月28日に公開することも発表されている。
2022年10月8日開催のラストライブ「Healer Girls The Last Live 『Believe like Singing.』」をもって、活動開始から2年あまり、結成から1年9ヶ月続けてきた、ユニットとしての活動を終了した。

## メンバー
表記は五十音順。
| 名前                          | 生年月日              | 出身地 |
| ----------------------------- | --------------------- | ------ |
| 礒部花凜（いそべ かりん）     | 1994年5月26日（31歳） | 奈良県 |
| 熊田茜音（くまだ あかね）     | 2000年2月3日（25歳）  | 東京都 |
| 堀内まり菜（ほりうち まりな） | 1998年4月29日（27歳） | 東京都 |
| 吉武千颯（よしたけ ちはや）   | 1999年3月28日（26歳） | 広島県 |

いずれも当時の所属事務所はアミューズ系。また、熊田と堀内は本ユニットと同じランティス所属のソロアーティストとしても活動、礒部と吉武は本ユニットとレーベルは異なるものの、テレビアニメ「プリキュアシリーズ」の主題歌歌手としてソロ活動歴がある。

## ディスコグラフィ

### シングル
|     | 発売日        | タイトル                                   | 規格品番   |
| --- | ------------- | ------------------------------------------ | ---------- |
| 1st | 2022年5月25日 | Feel You, Heal You / Believe like Singing. | LACM-24265 |

## 主なライブ・イベント

### ワンマンライブ
| 出演日        | タイトル                                             | 会場             | 備考                                                                              |
| ------------- | ---------------------------------------------------- | ---------------- | --------------------------------------------------------------------------------- |
| 2021年4月30日 | ヒーラーガールズ 1st LIVE “Voices”                   | オンライン開催   | 当初harevutai（東京都豊島区）にて有観客開催予定だったが、無観客配信ライブに変更。 |
| 2021年12月5日 | ヒーラーガールズ 2nd LIVE “Feel You,Heal You”        | 浜離宮朝日ホール |                                                                                   |
| 2022年10月8日 | Healer Girls The Last Live 『Believe like Singing.』 | 青山RizM         |                                                                                   |

### 合同ライブ
| 出演日        | タイトル                                                                              | 会場                     | 備考                                                              |
| ------------- | ------------------------------------------------------------------------------------- | ------------------------ | ----------------------------------------------------------------- |
| 2021年3月13日 | 日清食品POWER STATION[REBOOT] presents virtual anisong power JAM!!! Produce By Lantis | オンライン開催           | オープニングアクトで出演、礒部は欠席 熊田・堀内はソロとしても出演 |
| 2021年8月29日 | Animelo Summer Live 2021 -COLORS- Day3                                                | さいたまスーパーアリーナ | 森口博子のバックコーラスとしてシークレットゲストで出演            |

### その他イベント
| 出演日       | タイトル                                                       | 会場                       | 備考                                       |
| ------------ | -------------------------------------------------------------- | -------------------------- | ------------------------------------------ |
| 2022年3月6日 | TVアニメ『ヒーラー・ガール』 朗読劇イベント「Healing Theater」 | 科学技術館サイエンスホール | テレビアニメ放送開始事前イベントとして開催 |

## テレビアニメ
『ヒーラー・ガール』は、2022年4月4日から6月20日まで放送されたオリジナルテレビアニメ。歌を使って人々を癒やす「ヒーラー」が活躍する世界を描いたミュージカルアニメーションとなる。
放送前の4月1日には、エイプリルフール企画として、同じく2022年4月放送開始の『このヒーラー、めんどくさい』とのコラボビジュアルが公開されたほか、コラボを記念して本作品のかな役の礒部花凜と『このヒーラー、めんどくさい』カーラ役の大西亜玖璃の対談も各作品公式サイトで公開されている。

### ストーリー
西洋医学、東洋医学と並ぶ第三の医学、ヒーリング。歌で病気やケガを治す“音声医学”として普及し、歌うことで医療行為を行うヒーラーは、その歌声で時には傷を処置し、時には患者の精神を安定させ、時には外科手術時の患者や執刀医のメンタルケアを施している。
そんなヒーラーを志す藤井かなは、「音声医療界の魔女」と呼ばれる一流ヒーラーの烏丸理彩に師事、彼女が経営する「烏丸音声治療院」にて、同じ見習い仲間の五城玲美、森嶋響と共に修業している。ここに既にC級ヒーラーの資格を持つ帰国子女の矢薙ソニアが加わり、夢に向かって邁進していく。

### 登場人物
藤井 かな（ふじい かな）
声 - 礒部花凜
見習いヒーラー。烏丸音声治療院で修行中。明朗快活なムードメーカー。治療行為が禁止されている見習いでありながらも弱っている人間の為に歌う優しい性格。烏丸理彩に助けられた事から将来はヒーラーになろうと決めた。
五城 玲美（いつしろ れいみ）
声 - 堀内まり菜
見習いヒーラー。烏丸音声治療院で修行中。院長の烏丸理彩のことが大好き。音楽家の両親を持つ。
森嶋 響（もりしま ひびき）
声 - 熊田茜音
見習いヒーラー。烏丸音声治療院で修行中。おっとりした性格。弟妹が多いことから子どもをあやすのが上手い。
矢薙 ソニア（やなぎ そにあ）
声 - 吉武千颯
C級ヒーラー。穂ノ坂治療院に寄寓。理彩のことを一方的にライバル視している。普段は横柄だが仕事ぶりは真面目。
烏丸 理彩（からすま りあ）
声 - 高垣彩陽
烏丸音声治療院院長で、かなたちの師匠。試験が終わって空回りする弟子たちの気分転換を図るなど面倒見がいい。
渚 笙子（なぎさ しょうこ）
声 - 東城日沙子
烏丸音声治療院の薬剤師。理彩とは気の置けない友人の間柄。
穂ノ坂 しのぶ（ほのさか しのぶ）
声 - 高木美佑
穂ノ坂治療院院長の孫娘。ソニアの幼なじみ。
森嶋 克也（もりしま かつや）
声 - 手塚ヒロミチ
響の父親。
森嶋 久美子（もりしま くみこ）
声 - 佐藤はな
響の母親。
森嶋 祥典（もりしま よしのり）
声 - 田中美海
響の弟。12歳。玲美に片想い中。
森嶋 春菜（もりしま はるな）
声 - 日岡なつみ
響の妹。10歳。
森嶋 健史（もりしま たけし）
声 - 山根綺
響の弟。7歳。
森嶋 康史（もりしま やすし）
響の弟。7歳。
声 - 河野ひより
森嶋 真由美（もりしま まゆみ）
声 - 河瀬茉希
響の妹。5歳。
鳥野 葵（とりの あおい）
声 - 花守ゆみり
五城家のメイド。両親不在のことが多い玲美の世話をしており、玲美から家族として慕われている。
ピアニスト志望。
玲美の父
声 - 石狩勇気
玲美の母
声 - 櫻庭有紗
しのぶの祖母
声 - 土井美加
穂ノ坂治療院院長で、理彩の師匠でもある。

### スタッフ
- 監督・絵コンテ - 入江泰浩[6]
- シリーズ構成・脚本 - 木村暢[6]
- キャラクターデザイン - 秋谷有紀恵[6]
- 美術デザイン - 石口十[6]
- プロップデザイン - あきづきりょう[6]
- 美術監修 - 東潤一[6]
- 美術監督 - 妹尾想[6]
- 色彩設計 - 加藤里恵[6]
- グラフィックアート - 荒木宏文[6]
- 3D監督 - 小川耕平[6]
- 撮影監督 - 村上優作[6]
- 編集 - 定松剛[6]
- 音響監督 - 郷文裕貴[6]
- 音楽プロデューサー - 関根陽一
- 音楽制作 - ランティス
- 音楽 - 高橋諒[6]
- チーフプロデューサー - 湯川淳
- プロデューサー - 杉本敏和、渕江麻衣子
- アニメーション制作 - Studio 3Hz[6]
- 製作 - Healer Girl Project（バンダイナムコアーツ[注 4]、ライブ・ビューイング・ジャパン）

### 主題歌
いずれも作詞は松井洋平、作曲・編曲は高橋諒。

#### OP・ED
ヒーラーガールズが担当する。
「Feel You, Heal You」
オープニングテーマ。2ndミニアルバム収録の「Feel You, Heal You 〜sêrênité〜」のリアレンジバージョン。
挿入歌としても使用され、烏丸理彩（高垣彩陽）も加わったバージョンが使用された。
「Believe like Singing.」
エンディングテーマ。

#### 挿入歌
「やわらかな音のなかで」
歌は第1話では藤井かな（礒部花凜）、第2話では藤井かなに加えて、五城玲美（堀内まり菜）、森嶋響（熊田茜音）、第12話ではこの3名と烏丸理彩（高垣彩陽）。
「かさねよう、歌を」
歌は藤井かな（礒部花凜）。
「わたしのゆめのわけ」
歌は藤井かな（礒部花凜）、五城玲美（堀内まり菜）、森嶋響（熊田茜音）。
「わらってるきみに」
歌は烏丸理彩（高垣彩陽）。
「ちいさな声、おおきな世界」
歌は第2話では烏丸理彩（高垣彩陽）、藤井かな（礒部花凜）、矢薙ソニア（吉武千颯）、第12話では藤井かな。
「Run! Run! Run!」
歌は藤井かな（礒部花凜）、五城玲美（堀内まり菜）、森嶋響（熊田茜音）、矢薙ソニア（吉武千颯）。
「まなびたまえ」
歌は烏丸理彩（高垣彩陽）、柳笙子（東城日沙子）、藤井かな（礒部花凜）、五城玲美（堀内まり菜）、森嶋響（熊田茜音）。
「星と蛍」
歌は藤井かな（礒部花凜）、五城玲美（堀内まり菜）、森嶋響（熊田茜音）、烏丸理彩（高垣彩陽）（第9話のみ）。
「未来の扉をひらいて」
歌は藤井かな（礒部花凜）、五城玲美（堀内まり菜）、森嶋響（熊田茜音）。
「山には素敵なものがある〜てっぺんまで登ろう〜星と蛍」
歌は藤井かな（礒部花凜）、五城玲美（堀内まり菜）、森嶋響（熊田茜音）、森嶋祥典（田中美海）、森嶋健史（山根綺）、森嶋康史（河野ひより）、森嶋春菜（日岡なつみ）、森嶋真由美（河瀬茉希）。
「Sleep tight, Sweet dreams」
歌は矢薙ソニア（吉武千颯）。
「ありのままのきみに」
歌は矢薙ソニア（吉武千颯）。
「Resonance」
歌は藤井かな（礒部花凜）、五城玲美（堀内まり菜）、森嶋響（熊田茜音）、矢薙ソニア（吉武千颯）。
「Nesting birds」
歌は五城玲美（堀内まり菜）。
「すてきなおもてなし」
歌は五城玲美（堀内まり菜）。
「夢の檻」
歌は五城玲美（堀内まり菜）。
「SONG FOR LIFE」
歌は烏丸理彩（高垣彩陽）、藤井かな（礒部花凜）、五城玲美（堀内まり菜）、森嶋響（熊田茜音）。
「ハロウィーン・ショッピング」
歌は藤井かな（礒部花凜）、五城玲美（堀内まり菜）、森嶋響（熊田茜音）。
「You can choose everything」
歌は烏丸理彩（高垣彩陽）、藤井かな（礒部花凜）、五城玲美（堀内まり菜）、森嶋響（熊田茜音）、矢薙ソニア（吉武千颯）、しのぶの祖母（SONG CV：尾畑里美）。
「山には素敵なものがある〜てっぺんまで登ろう」
歌は烏丸理彩（高垣彩陽）、森嶋響（熊田茜音）。
「いやしのうた」
歌は藤井かな（礒部花凜）、五城玲美（堀内まり菜）、森嶋響（熊田茜音）。

### 各話リスト
| 話数   | サブタイトル                               | 演出     | 作画監督 | メカ作画監督    | 総作画監督                            | 初放送日      |
| ------ | ------------------------------------------ | -------- | --- | --------------- | ------------------------------------- | ------------- |
| 歌唱1  | ヒーラー（見習い）の藤井かな、です！       | 入江泰浩 | 秋谷有紀恵 鶴窪久子                                                                                            | 石口十 松田未来 | -                                     | 2022年 4月4日 |
| 歌唱2  | 写真撮っていい？もしくは動画で             | 入江泰浩 | 向川原憲（レイアウト） 栗西祐輔（原画）                                                                        | 石口十          | 秋谷有紀恵                            | 4月11日       |
| 歌唱3  | お掃除、ラン・ラン・ラン                   | 入江泰浩 | 田中志穂 | 石口十          | 秋谷有紀恵 鶴窪久子                   | 4月18日       |
| 歌唱4  | 一歩とホラーと初仕事！                     | 入江泰浩 | 飯田剛士 | -               | -                                     | 4月25日       |
| 歌唱5  | 空は青くて山は緑、川の戦い銀河ステーション | 入江泰浩 | 宮原拓也 | 石口十 松田未来 | -                                     | 5月2日        |
| 歌唱6  | 私の下僕におなりなさい                     | 中西基樹 | きーくん | -               | 秋谷有紀恵                            | 5月9日        |
| 歌唱6  | ロシア料理でいい夢を                       | 中西基樹 | きーくん | -               | 秋谷有紀恵                            | 5月9日        |
| 歌唱7  | 文化祭満腹サプライズ                       | 入江泰浩 | 青野厚司 | -               | -                                     | 5月16日       |
| 歌唱8  | メイドさんが大好きです                     | 高橋正典 | 向川原憲 | -               | -                                     | 5月23日       |
| 歌唱8  | クビよ                                     | 高橋正典 | 向川原憲 | -               | -                                     | 5月23日       |
| 歌唱9  | 一番のお墨付き                             | 上坪亮樹 | 田中志穂 飯田剛士 青木昭仁 斎藤和也 鎌田均                                                                     | 石口十          | 加藤恵子                              | 5月30日       |
| 歌唱9  | CD買ってね                                 | 上坪亮樹 | 田中志穂 飯田剛士 青木昭仁 斎藤和也 鎌田均                                                                     | 石口十          | 加藤恵子                              | 5月30日       |
| 歌唱10 | ハロウィ〜ン・マスカレ〜ド・バタフラ〜イ   | 鈴木拓磨 | 向川原憲 栗西祐輔 亀田朋幸 内田究 柳瀬譲二 八重樫優翼                                                          | 石口十 松田未来 | 鶴窪久子                              | 6月6日        |
| 歌唱11 | サメと合宿、一緒に登っていこう！           | 飯田薫久 | 加藤恵子 宮原拓也 大導寺美穂 河内和彦 小林陽奈 亀山進矢 鎌田均 松下純子 斎藤和也 吉岡敏幸                      | 松田未来        | -                                     | 6月13日       |
| 歌唱12 | 私たち、C級ヒーラーです！                  | 鈴木拓磨 | 池津寿恵 鎌田均 清澤唯人 松下純子 森悦史 青木昭仁 斎藤和也 工藤公聖 Song Hyeon-ju Lee Ye-sung Mubon Hyeon-gjun | 松田未来        | 秋谷有紀恵 鶴窪久子 向川原憲 加藤恵子 | 6月20日       |

### 放送局
| 放送期間               | 放送時間           | 放送局   | 対象地域 | 備考                  |
| ---------------------- | ------------------ | -------- | -------- | --------------------- |
| 2022年4月4日 - 6月20日 | 月曜 23:00 - 23:30 | TOKYO MX | 東京都   |                       |
|                        |                    | BS11     | 日本全域 | BS放送 / 『ANIME+』枠 |

| 配信開始日   | 配信時間           | 配信サイト |
| ------------ | ------------------ | --- |
| 2021年4月4日 | 月曜 23:30 更新    | アニメ放題 Amazon Prime Video ABEMA auスマートパスプレミアム J:COMオンデマンド TELASA dアニメストア バンダイチャンネル ひかりTV Hulu milplus U-NEXT FOD GYAO!ストア DMM.com ニコニコチャンネル HAPPY動画 ビデオマーケット music.jp ムービーフル Rakuten TV |
| 2021年4月6日 | 水曜 12:00 更新    | GYAO! |
|              | 水曜 23:00 - 23:30 | ニコニコ生放送 |

### BD BOX
| 巻 | 発売日        | 収録話         | 規格品番  |
| -- | ------------- | -------------- | --------- |
| 上 | 2022年7月27日 | 歌唱1 - 歌唱6  | BCXA-1736 |
| 下 | 2022年9月28日 | 歌唱7 - 歌唱12 | BCXA-1737 |

### 漫画
公式スピンオフ漫画として、矢薙ソニアを主人公とする『ヒーラー・ガール espressivo』（ヒーラー・ガール エスプレッシーヴォ）が『月刊コミックアライブ』 (KADOKAWA)にて2022年7月号より2023年6月号まで連載された。作画はおおのいも。
- BNF・3Hz・入江泰浩（原作） / Healer Girl Project（協力） / おおのいも（作画） 『ヒーラー・ガール espressivo』 KADOKAWA〈MFコミックス アライブシリーズ〉、全2巻
  1. 2022年10月21日発売[17]、ISBN 978-4-04-681923-9
  2. 2023年6月22日発売[18]、ISBN 978-4-04-682691-6